# 1984 v loďstvech
Tento článek obsahuje významné události v oblasti loďstev v roce 1984.

## Lodě vstoupivší do služby
- 3. ledna –  Vice-Amiral Vasile Scodrea (261) 	 – korveta třídy Admiral Petre Bărbuneanu

- 11. ledna –  USS Georgia (SSGN-729) – ponorka třídy Ohio[1]

- 13. ledna –  Phuket (333) – hlídková loď třídy Chonburi

- 14. ledna –  HMS Boxer (F92) – fregata Typu 22 Broadsword

- 18. ledna  Al Bat'nah (B12) – raketový člun třídy Dhofar

- 10. března –  USS Minneapolis-Saint Paul (SSN-708) – ponorka třídy Los Angeles[2]

- 14. března –  Commandant Birot (F 796) – fregata třídy D'Estienne d'Orves

- 7. dubna –  Euro (F575) – fregata třídy Maestrale

- 9. dubna –  Karlsruhe (F 212) – fregata třídy Bremen

- 26. dubna –  Sarandí (D-13) – torpédoborec třídy Almirante Brown

- 28. dubna –  HMS Turbulent (S87) – ponorka třídy Trafalgar

- 11. května –  Commandant Bouan (F 797) – fregata třídy D'Estienne d'Orves

- 12. května –  USS Salt Lake City (SSN-716) – ponorka třídy Los Angeles[3]

- 25. května –  Jean de Vienne (D 643) – torpédoborec třídy Georges Leygues

- 6. července –  Saphir (S 602) – útočná ponorka třídy Rubis

- 21. července –  USS Hyman G. Rickover (SSN-709) – ponorka třídy Los Angeles[4]

- 29. července –  Montero (FF 53) – fregata třídy Lupo

- 6. října –  USS Henry M. Jackson (SSBN-730) – ponorka třídy Ohio[5]

- 19. října –  Köln (F 211) – fregata třídy Bremen

- 28. října –  Agnadeen (A 102) – zásobovací tanker třídy Stromboli

- 17. listopadu –  USS Olympia (SSN-717) – ponorka třídy Los Angeles[6]

- 7. prosince  LÉ Eithne (P31) – oceánská hlídková loď

- 13. prosince –  HMS Beaver (F93) – fregata Typu 22 Broadsword

- 14. prosince –  Santa Cruz (S-41) – ponorka třídy TR-1700